# Нортхайм (район)
Но́ртхайм (нем. Northeim) — район в Германии. Центр района — город Нортхайм. Район входит в землю Нижняя Саксония. Занимает площадь 1267 км². Население — 139,9 тыс. чел. (2010). Плотность населения — 110 человек/км².
Официальный код района — 03 1 55.
Район подразделяется на 12 общин.

## Города и общины
1. Нортхайм (29 529)
2. Айнбек (26 587)
3. Услар (14 769)
4. Бад-Гандерсхайм (10 384)
5. Дассель (10 326)
6. Нёртен-Харденберг (8311)
7. Хардегзен (8183)
8. Катленбург-Линдау (7377)
9. Моринген (7171)
10. Крайензен (6974)
11. Калефельд (6876)
12. Боденфельде (3370)

(30 июня 2010)